# Eupterote fasciata
Eupterote fasciata är en fjärilsart som beskrevs av Moore 1887. Eupterote fasciata ingår i släktet Eupterote och familjen Eupterotidae. Inga underarter finns listade i Catalogue of Life.